# Colorée de Juillet (pera)
Colorée de Juillet (en España conocida como Colorada de Julio) es una variedad cultivar de pera europea Pyrus communis. Esta pera está cultivada en la colección de la Estación Experimental Aula Dei (Zaragoza). Esta pera también está cultivada en diversos viveros entre ellos algunos dedicados a conservación de árboles frutales en peligro de desaparición. Esta pera variedad muy antigua es originaria de Francia, también muy extendido su cultivo en España (Castellón, Lérida, Tarragona,  Valencia, Zaragoza), y tuvo su mejor época de cultivo comercial antes de la década de 1960, y actualmente en menor medida aún se encuentra. Las frutas tienen una pulpa suave, derretida, jugosa y dulce con un sabor justo.

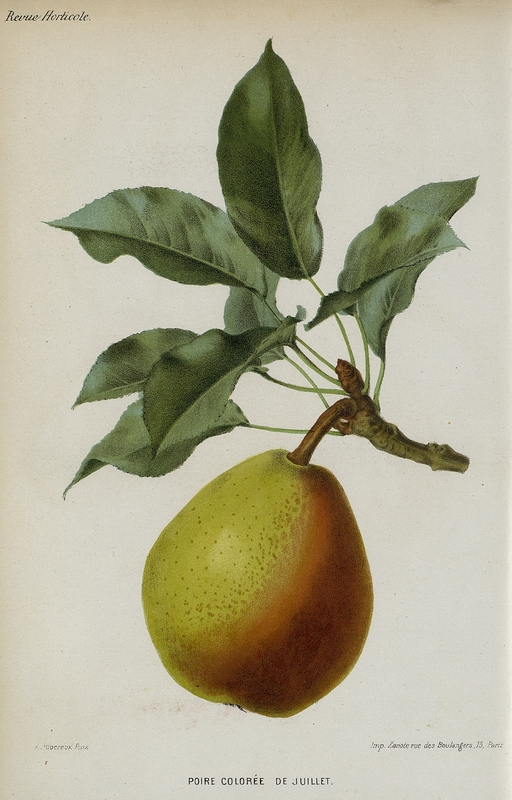
La pera 'Colorée de Juillet', acuarela de Alfred Riocreux.

## Sinonimia
- "Colorada de Julio" España,
- "Lipcówka Kolorowa" Polonia,
- "Bunte Julius Birne",[9]
- "Juli Schönheit",
- "Bunte julibirne" en Alemania.[10]

## Historia
La variedad de pera 'Colorée de Juillet' es una variedad de verano, obtenida por "Boisbunel fils" un vivero en Rouen, Francia en 1857, como plántula de origen desconocido.
Consta una descripción del fruto: Leroy, 1867 : 589; Soc. Pom. France, 1948 : 61; Kessler, 1949 : 75, y en E. E. Aula Dei.
En España 'Colorada de Julio' está considerada incluida en las variedades locales autóctonas muy antiguas, cuyo cultivo se centraba en comarcas muy definidas. Se caracterizaban por su buena adaptación a sus ecosistemas y podrían tener interés genético en virtud de su adaptación. Se encontraban diseminadas por todas las regiones fruteras españolas, aunque eran especialmente frecuentes en la España húmeda. Estas se podían clasificar en dos subgrupos: de mesa y de cocina (aunque algunas tenían aptitud mixta).
'Colorada de Julio' es una variedad clasificada como de mesa, difundido su cultivo en el pasado por los viveros comerciales y cuyo cultivo en la actualidad se ha reducido a huertos familiares y jardines privados.
La pera 'Colorée de Juillet' está cultivada en diversos bancos de germoplasma de cultivos vivos tales como en National Fruit Collection con el número de accesión: 1948-066 y nombre de accesión: Coloree de Juillet. Fue recibido por el "National Fruit Trials" (Probatorio Nacional de Fruta) en 1948 de especímenes procedentes de "Pepinieres Moreau", Rhone, Francia. Está también cultivado en E. E. Aula Dei de Zaragoza (España), con el nombre de accesión 'Colorada de Julio'.

## Progenie
'Colorée de Juillet' es el Parental-Padre de la variedades cultivares de pera:
'Isolda' 

## Características
El peral de la variedad 'Colorada de Julio' tiene un vigor medio; florece a finales de abril; tubo del cáliz en embudo con conducto de anchura variable, rojizo.
La variedad de pera 'Colorada de Julio' tiene un fruto de tamaño de pequeño a medio (peso promedio 43,00 g); forma piriforme u ovoide, sin cuello o con cuello poco marcado, ligeramente asimétrica, con el contorno redondeado irregular; piel lisa, suave, brillante, ligeramente untuosa; con color de fondo amarillo verdoso o pajizo, con chapa que llega a cubrir medio fruto, uniforme o estriada de color rojo vivo, presenta un punteado abundante, pequeño, blanquecino, con aureola bien marcada, verdosa sobre fondo y rojo vivo sobre la chapa, siempre más oscura que ésta, "russeting" (pardeamiento áspero superficial que presentan algunas variedades) bajo (1-25%); pedúnculo de longitud media, grueso o medio, a veces semi-carnoso, ensanchado en su extremo, sin formar maza y carnoso en la base, verdoso o parcialmente ruginoso-"russeting", recto y curvo, implantado derecho o ligeramente oblicuo, rara vez como prolongación del fruto, cavidad del pedúnculo casi nula o poco acusada, con un borde generalmente oblicuo y mamelonado; anchura de la cavidad calicina de una amplitud estrecha o media, en general poco profunda, con el borde suavemente ondulado, interior de la cavidad ligeramente fruncido; ojo medio o pequeño, cerrado o entreabierto; sépalos largos, rojizos, carnosos en la base con las puntas acuminadas, convergentes o con las puntas extendidas, pequeñas protuberancias carnosas y rojizas entre la base de los sépalos.
Carne de color blanco o blanco amarillenta; textura semi-blanda, ligeramente harinosa, poco jugosa; sabor poco aromático, ligeramente acidulado, algo soso; corazón pequeño, fusiforme u oval. Eje lanceolado, abierto en su parte superior, interior lanoso. Celdillas medias. Semillas de tamaño medio, puntiagudas y ligeramente espolonadas, a veces la inserción se encuentra en una especie de lengüeta estrecha más o menos separada del resto de la semilla, color castaño rojizo u oscuro.
La pera 'Colorada de Julio' madura de manera desigual pero generalmente tiene una época de maduración entre finales de junio e inicios de julio (en E. E. Aula Dei de Zaragoza). Dado que la maduración es desigual, la fruta debe estar bastante firme. Es bueno para el consumo solo durante unos días después de la cosecha, porque se sobrecalienta rápidamente, la fruta se vuelve porosa y se agrieta. Solo se puede almacenar en una cámara frigorífica durante 2-3 semanas. Cuando se cosechan verdes, toleran bastante bien el transporte.

## Cultivo
Una variedad de postre extremadamente "amateur". Su ventaja es la maduración muy temprana, en Polonia alguna vez se consideró la mejor variedad de verano. Actualmente raro. Popular en el cultivo "aficionado" en Austria, Alemania y Francia.

## Susceptibilidades
Baja resistencia a las heladas. Florece muy temprano y es un buen polinizador para muchas variedades. Variedad con alta resistencia a la sarna.